# Burgstall Klosterberg
Der Burgstall Klosterberg bezeichnet eine abgegangene hochmittelalterliche Höhenburg bei Rottenberg, einem Ortsteil der Marktgemeinde Hösbach im Landkreis Aschaffenburg in Bayern. Sie wird von der Forschung mit der urkundlich fassbaren Burg Waldenberg identifiziert.

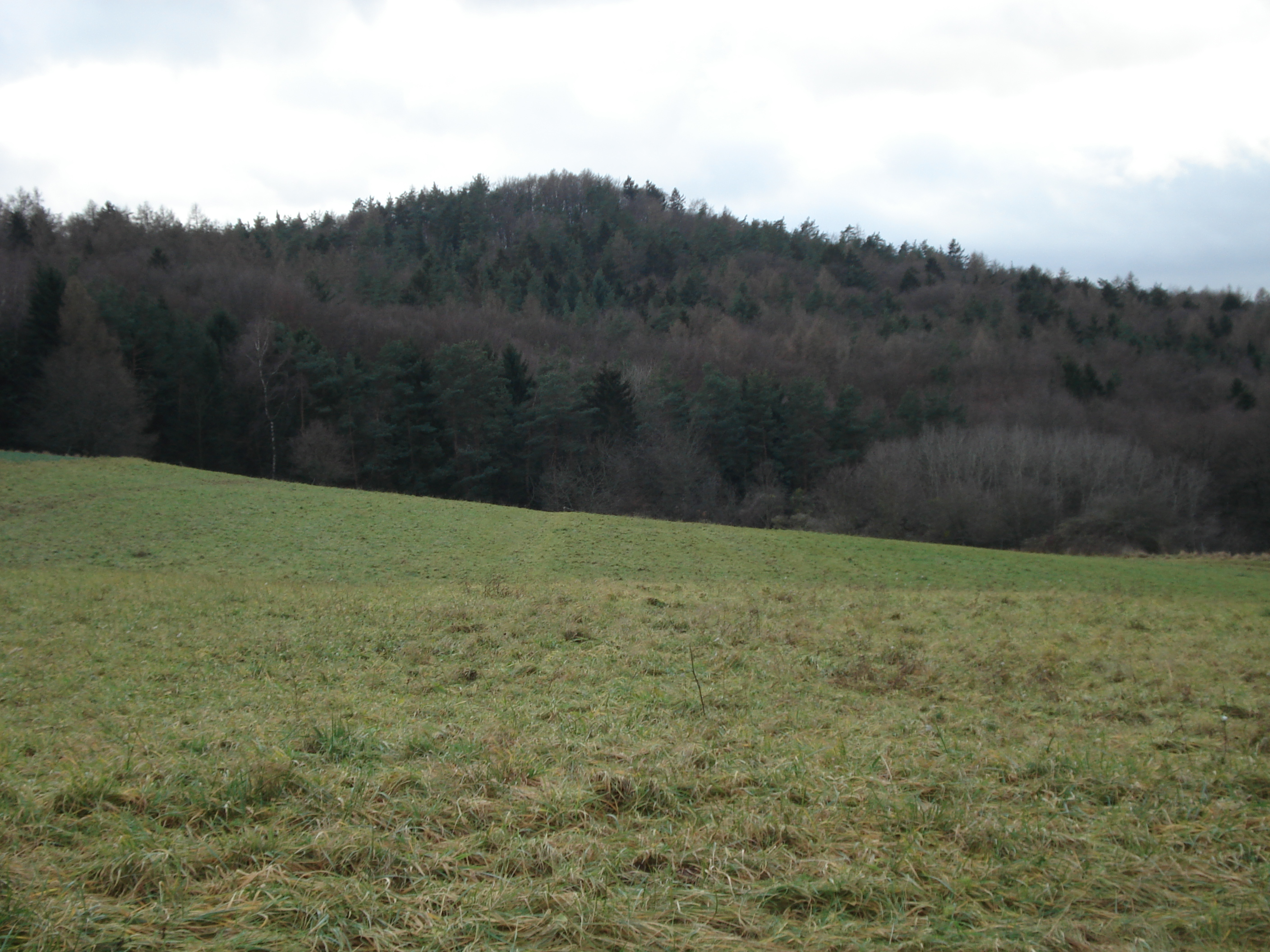
Die bewaldete Kuppe des Klosterberges

## Lage
Der Burgstall der Höhenburg liegt nördlich des Zweiburgendorfes Rottenberg auf dem 383 m hohen Klosterberg im Spessart auf einem der markanten Berge um den Ort. Südlich des Ortes befindet sich der Burgstall Gräfenberg auf dem 363 m hohen Gräfenberg. Über die Auseinandersetzungen zwischen den beiden Burgen und deren Zerstörung gibt es mehrere Sagen.

## Geschichte
Es existierten bis in die jüngste Zeit keine gesicherten Belege über den ursprünglichen Namen der Burg, ihr Aussehen, noch über deren Burgherren. Ausgrabungen im Jahr 1973 sowie zuletzt unter Führung des Archäologisches Spessartprojekts im Jahr 2013 konnten dennoch einige Erkenntnisse bringen.

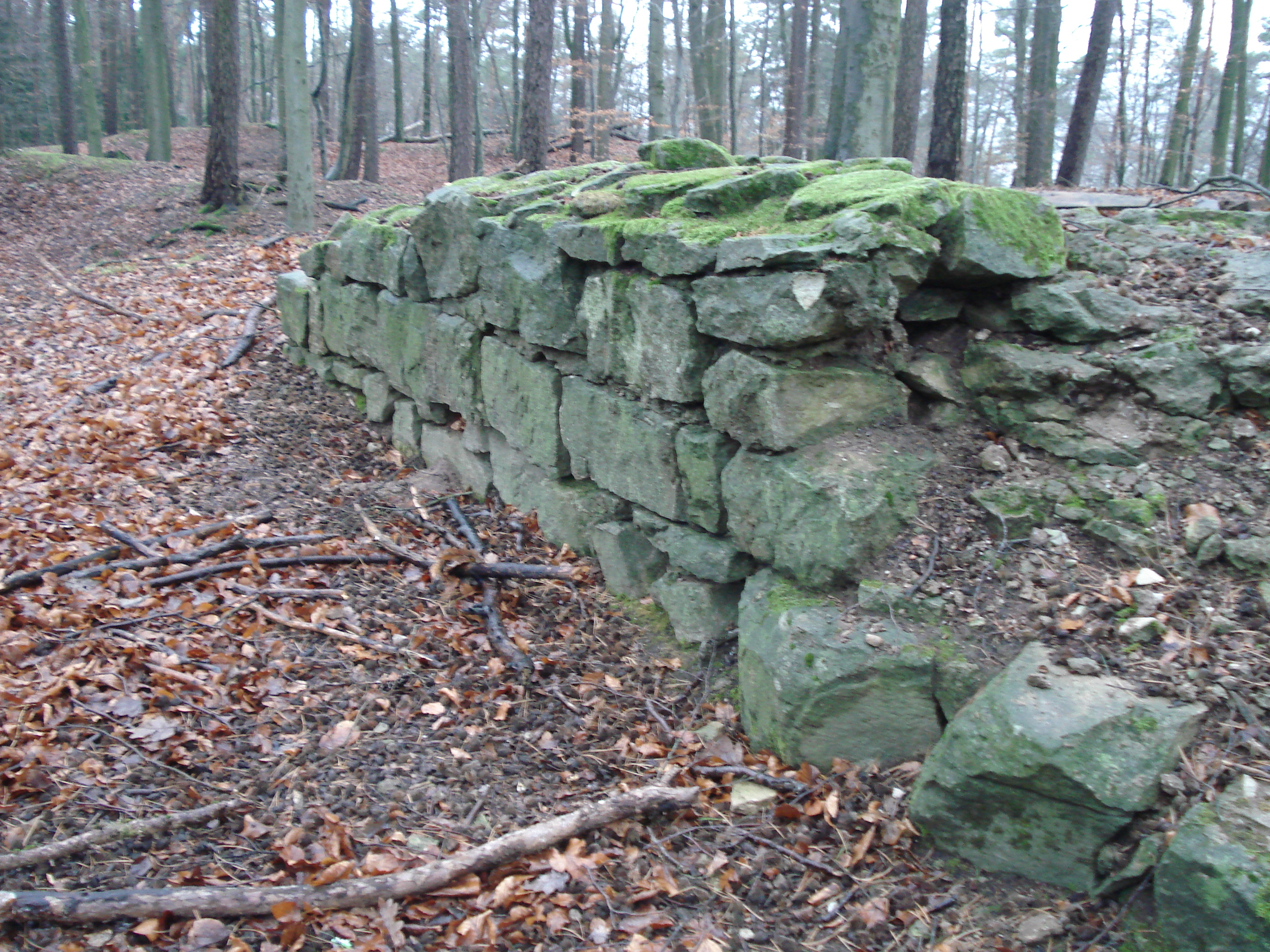
Mauerreste auf dem Klosterberg, die sich bei den Ausgrabungen des Archäologischen Spessartprojektes 2013 als Fälschung des 19. Jahrhunderts herausstellte.

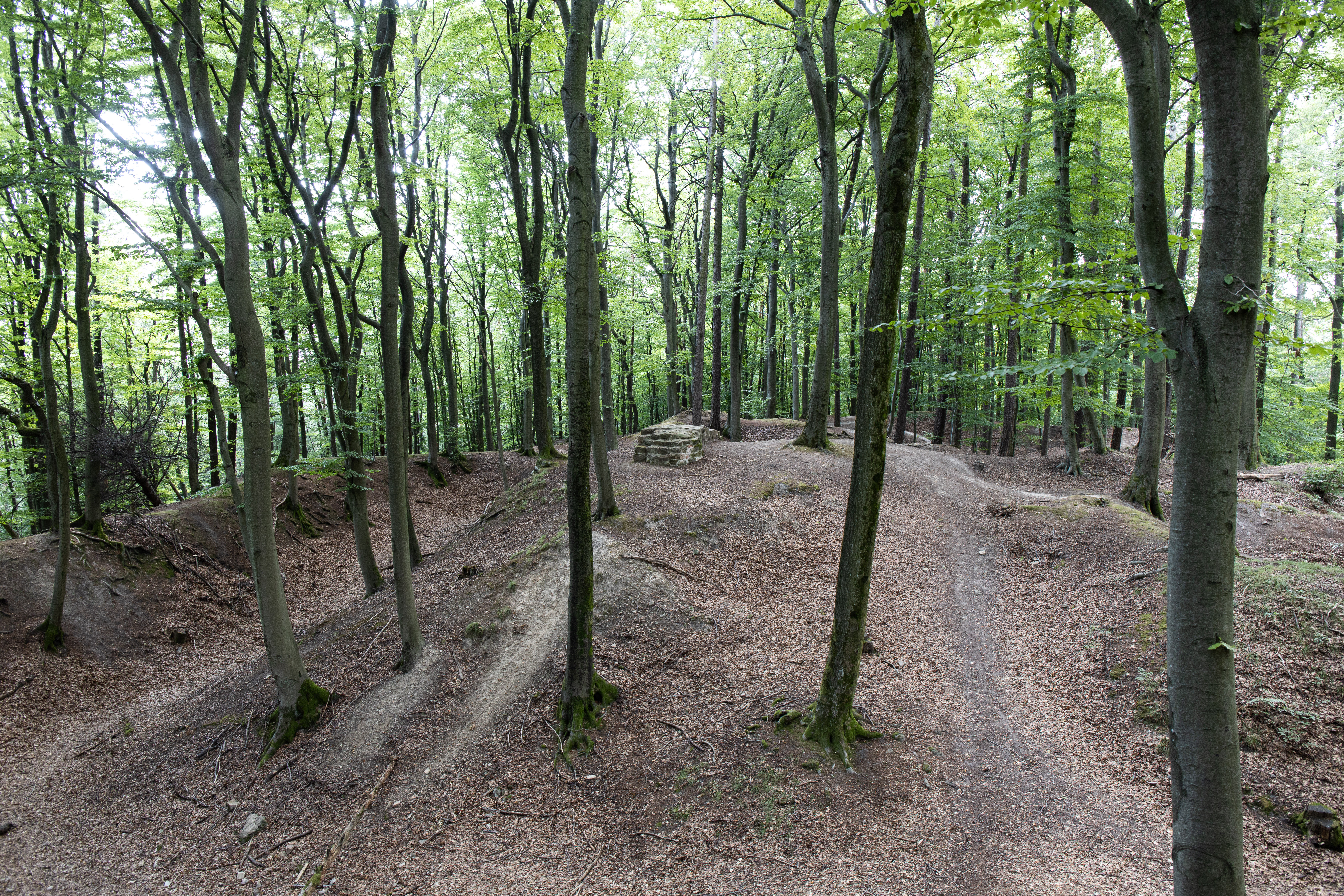
Blick über das Burggelände. Die meisten Vertiefungen sind nichtarchäologisch fundierten Ausgrabungen nach dem Abgang der Burg geschuldet

Durch Funde von Keramikstücken konnte nachgewiesen werden, dass die Burg Mitte des 13. Jahrhunderts, noch vor der gegenüberliegenden Burg auf dem Gräfenberg, erbaut wurde. Die Burganlage wurde von einer bis zu 2 m dicken Ringmauer umgeben, die ein Areal von 50 × 30 m umschloss. Es wird vermutet, dass die Burg im Zuge eines Konfliktes der Grafen von Rieneck mit Kurmainz in den 1260er Jahren niederbrannt wurde. Erst im letzten Drittel des 14. Jahrhunderts wurde sie wieder bewohnt, aber nicht durch Neubauten erweitert. Fundstücke wie Kachelofen sowie teure Keramik und Glas lassen auf wohlhabende Eigentümer schließen. Nach nur wenigen Jahrzehnten brach die Nutzung der Burg aus unbekannten Gründen abrupt ab. Die Anlage wurde großflächig zerstört und Material abgetragen.
Heute sind zwei wiederaufgebaute Mauerreste zu sehen. Der Mauerzug im Südosten der Anlage stammt allerdings aus dem 19. Jahrhundert und wurde vermutlich von Heimatforschern aus beim Schürfen gefundenen Steinen aufgebaut. Ein Teilstück der wirklichen Ringmauer im Norden mit einer, im Mittelalter nachträglich eingebauten hufeisenförmigen Bastion, und deren Verlauf bei den Ausgrabungen von 2013 kurz vor Ende des Grabungszeitraumes gefunden werden konnte, wurde 2014 rekonstruiert.